# Narciso Mina
Arrinton Narciso Mina Villalba (San Lorenzo, 26 aprile 1982) è un ex calciatore ecuadoriano, di ruolo attaccante.
È soprannominato Nacho o el Bello.

## Caratteristiche tecniche
Viene solitamente impiegato come punta centrale o come seconda punta. Gli piace anche allargarsi sulle fasce per trovare spazio ed ha un ottimo tempismo di inserimento in area di rigore, cosa che gli permette di andare spesso a segno.

## Carriera
Dopo aver vinto il titolo nazionale in Ecuador e la classifica cannonieri con il Barcelona Guayaquil nel 2012, il 10 dicembre firma un biennale con i messicani dell'América, dopo essere stato vicino alcuni mesi prima a Toluca e Pachuca.

## Palmarès

### Club

#### Competizioni nazionali
- Campionato ecuadoriano: 1

Barcelona SC: 2012
- Campionato messicano: 1

América: Apertura 2014

### Individuale
- Capocannoniere del campionato ecuadoriano: 2

2011 (28 reti), 2012 (30 reti)